# Xenillus matskasii
Xenillus matskasii är en kvalsterart som beskrevs av Sandór Mahunka 1996. Xenillus matskasii ingår i släktet Xenillus och familjen Xenillidae. Inga underarter finns listade i Catalogue of Life.